# Amfroipret
Amfroipret is een plaats en voormalige gemeente in het Franse Noorderdepartement in de regio Hauts-de-France en telt 156 inwoners (1999). De plaats maakt deel uit van het arrondissement Avesnes-sur-Helpe.

## Geschiedenis
Amfroipret is op 1 januari 2025 gefuseerd met de gemeente Bermeries tot de gemeente L'Orée de Mormal.

## Geografie
De oppervlakte van Amfroipret bedraagt 1,5 km², de bevolkingsdichtheid is 104,0 inwoners per km².

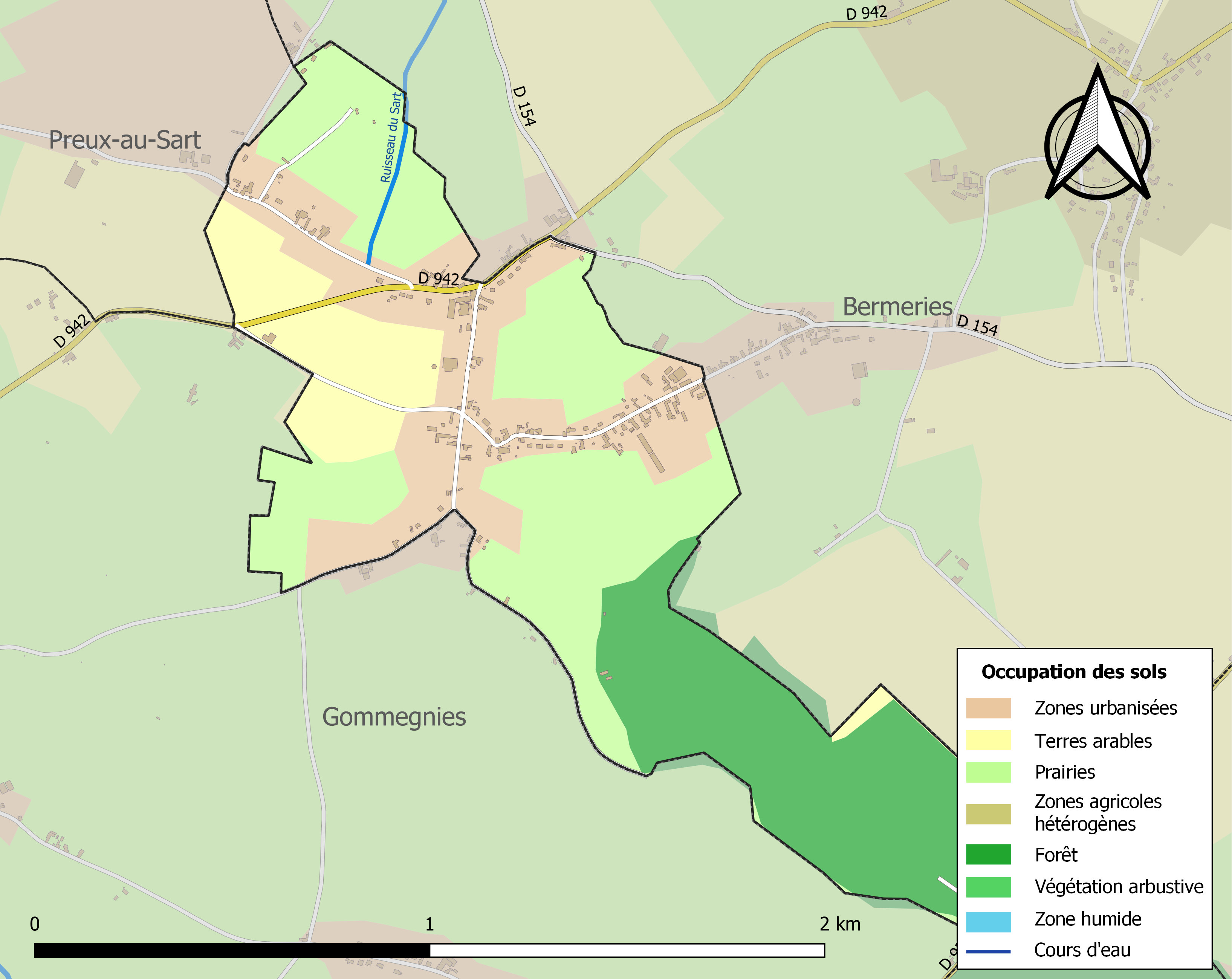
Kaart van de gemeente met de belangrijkste infrastructuur, bodemgebruik en omliggende gemeenten

## Demografie
Onderstaande figuur toont het verloop van het inwonertal.